# サミー南へ行く
『サミー南へ行く』（Sammy Going South）は1963年のイギリスの映画。監督はアレクサンダー・マッケンドリック。主演のファーガス・マクレランドは、一般公募のオーディションで他の何百人もの少年の中から選ばれた。その他の出演はエドワード・G・ロビンソンなど。1963年度のイギリス王室選定映画でもある。

## キャスト
※括弧内は日本語吹替（テレビ版）
- サミー：ファーガス・マクリーランド（佐山泰三）
- コッキー老人：エドワード・G・ロビンソン（雨森雅司）
- グロリア：コンスタンス・カミングス（水城蘭子）

## スタッフ
- 監督：アレクサンダー・マッケンドリック
- 脚本：デニス・キャナン
- 原作：W・H・カナウェイ
- 撮影：アーウィン・ヒリアー
- 編集：ジャック・ハリス
- 音楽：トリストラム・ケリー